# Hieracium daedalocephalum
Hieracium daedalocephalum es una especie de planta con flor del género Hieracium, de la familia Asteraceae, orden Asterales.

## Distribución
Hieracium daedalocephalum se distribuye por Suecia.

## Taxonomía
Fue descrita científicamente por Dahlst.. Fue publicada en Exsicc. (Herb. Hierac. Scand.).